# 青木孝允
青木 孝允（あおき たかまさ、AOKI takamasa 1976年-）は、フランス・パリを経て、ドイツ・ベルリン在住の日本の電子音楽ミュージシャン、作曲家、編曲家、音楽プロデューサー、現代美術作家。

## 経歴
コンピュータを用いた創作活動を中心とし、独自の音楽表現でイギリスBBCラジオ・プログラムOne　Worldへの楽曲提供（ビートルズ「アイ・ウィル」カバー）、山口情報芸術センター（YCAM）でのコンテンポラリー・ダンサーや映像作家との共同制作、高木正勝とのユニット・SILICOMなど、海外・日本国内ともに高い評価を受けている。
2001年にPROGRESSIVE FOrMよりフルアルバム『SILICOM』をリリース。2004年パリに移住。その後2008年にベルリンに移住。ヨーロッパを拠点に制作活動、世界各国でライブを行う。2011年帰国。現在は大阪に拠点を置きソロでの楽曲制作、国内外でのライブ活動の他、多数のアーティストへの楽曲提供、ミックスなども行っている。

## ディスコグラフィー

### アルバム
1. SILICOM（2001年、PROGRESSIVE FOrM）
2. SILICOM two（2002年、PROGRESSIVE FOrM）
3. indigo rose（2002年、PROGRESSIVE FOrM）
4. Quantum（2003年、Cirque）
5. simply funk（2004年、PROGRESSIVE FOrM）
6. 28 with ツジコノリコ（2005年、ファットキャット・レコーズ）
7. PARABOLICA（2006年、op.disc）
8. LIVE recordings 2001-2003（2007年、Cirque）
9. Private Party（2008年、commmons）
10. FRACTALIZED - リミックス・アルバム（2010年、commmons）
11. RV8（2013年、Raster-Noton）

### レコード
1. SILICOM（2001年、PROGRESSIVE FOrM）
2. HAM+VOS （2001年、PROGRESSIVE FOrM）
3. SRD.（2002年、PROGRESSIVE FOrM）
4. Hope（2003年、PROGRESSIVE FOrM）
5. D-HOLOC（2005年、op.disc）
6. Simply Funk EP（2005年、PROGRESSIVE FOrM、ONEOWENER RECORDS）
7. AOKI Takamasa & Taeji SAWAI（2005年、op.disc）
8. Mirabeau EP（2006年、op.disc）
9. PARABOLICA（2006年、op.disc）
10. Rn-Rhythm-Variation（2009年、Raster-Noton）
11. Constant Flow（2013年、SVAKT）
12. RV8（2013年、Raster-Noton）
13. INTERNALLY COMBUSTED  (2019年、VHS REC)
14. SSP EP (2022年、HAZE RECORDS)

### リミックス
1. War & Peace (AOKI takamasa Remix）- 坂本龍一 "ブリコラージュ"（2006年、ワーナーミュージック・ジャパン）収録
2. YES NO（AOKI takamasa Remix）- サカナクション "アイデンティティ"（2010年、ビクターエンタテインメント）収録
3. 映画（AOKI takamasa Remix）- サカナクション "グッドバイ/ユリイカ" （2014年、ビクターエンタテインメント）収録
4. インナーワールド（AOKI takamasa Remix）- サカナクション "新宝島"（2015年、ビクターエンタテインメント）収録
5. Calling（AOKI takamasa Remix）- RADIQ（半野喜弘） "Vida Noir Remixes"（2015年、op.disc）収録
6. SSWB （AOKI takamasa Remix）- D.A.N. "SSWB"（2017年、Bayon Production）収録